# Марія Крістіна Бурбон-Сицилійська (1779—1849)
Марія Крістіна Амалія Тереза Бурбон-Сицилійська, також Марія Крістіна Бурбон-Неаполітанська (італ. Maria Cristina Amalia Teresa di Borbone, Maria Cristina di Borbone-Napoli, нар. 17 січня 1779 — пом. 11 березня 1849) — неаполітанська та сицилійська принцеса з династії Бурбонів, донька короля Неаполю та Сицилії Фердинанда III та ерцгерцогині Австрійської Марії Кароліни, дружина короля Сардинії Карла Фелікса.
Разом із чоловіком сприяла відновленню абатства Откомб у Сен-П'єрр-де-Кюртій. Розташоване на території Франції, воно дотепер залишається приватною власністю фонду Савойського дому.

## Біографія

### Дитинство та юність

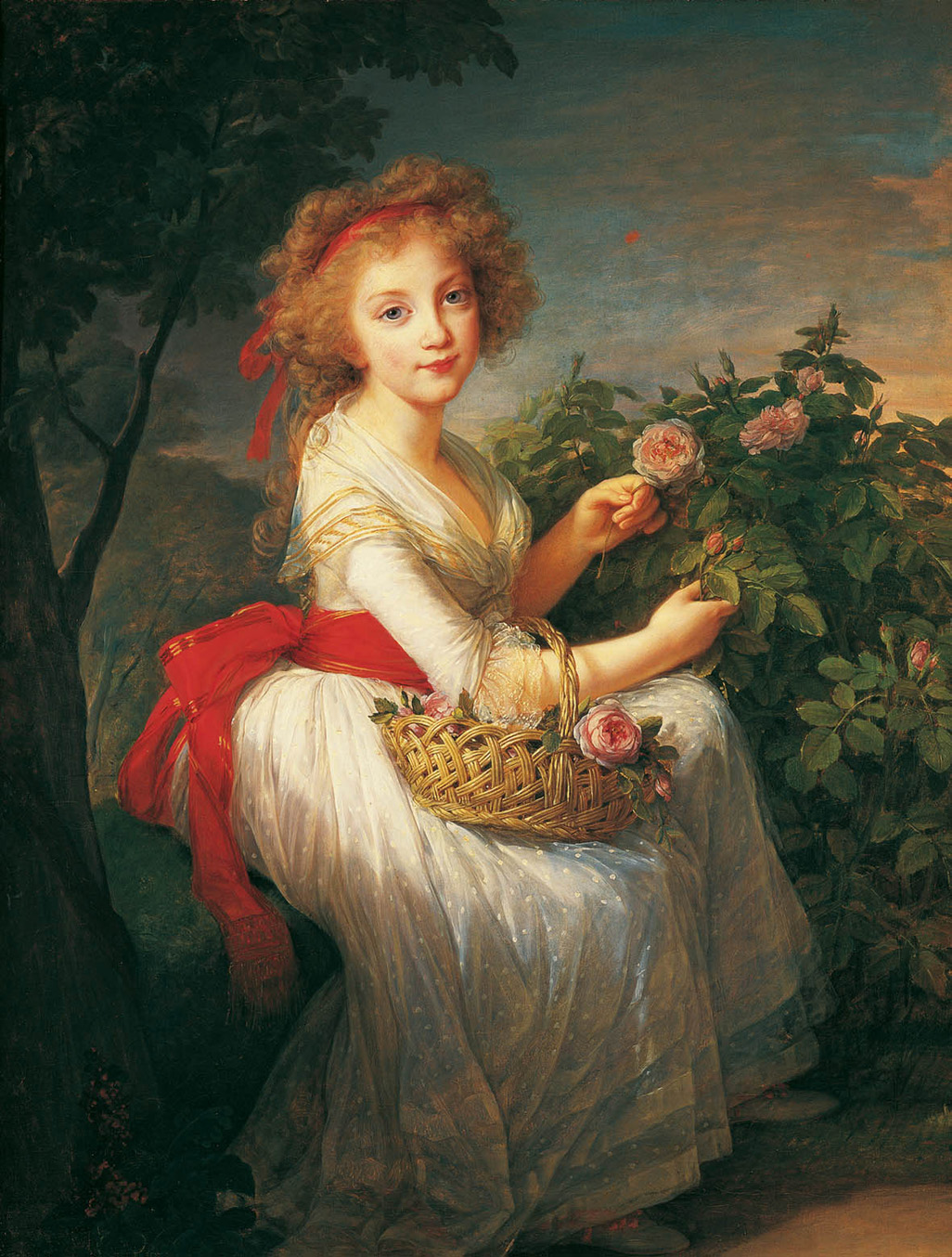
Портрет Марії Крістіни пензля Елізабет Віже-Лебрен, 1790, Музей Каподімонте

Разом з близнючкою Марією Крістіною Амелією народилась 17 січня 1779 року у заміській резиденції Казерта поблизу Неаполю. Дівчатка стали шостою та сьомою дитиною у родині короля Сицилії Фердинанда III та його першої дружини Марії Кароліни Австрійської. Мали старшого брата Франческо та сестер Марію Терезу, Луїзу і Марію Анну, яка померла наступного року. Згодом сімейство поповнилося 10-ма молодшими дітьми, з яких дорослого віку досягли лише Марія Амелія, Марія Антонія та Леопольдо. Виховання принцеси було покладене на маркізу Вінченцу д'Амброджіо.
Наприкінці грудня 1798 року, через загрозу вторгнення французьких військ королівська родина виїхала з Неаполю до острова Сицилія й оселилася в Палермо. У серпні 1800 року Марія Крістіна разом із матір'ю, молодшим братом і двома неодруженими сестрами прибула до віденського двору, де провела наступні два роки. Імператором в той час був її кузен Франц II, одружений з її сестрою Марією Терезою.

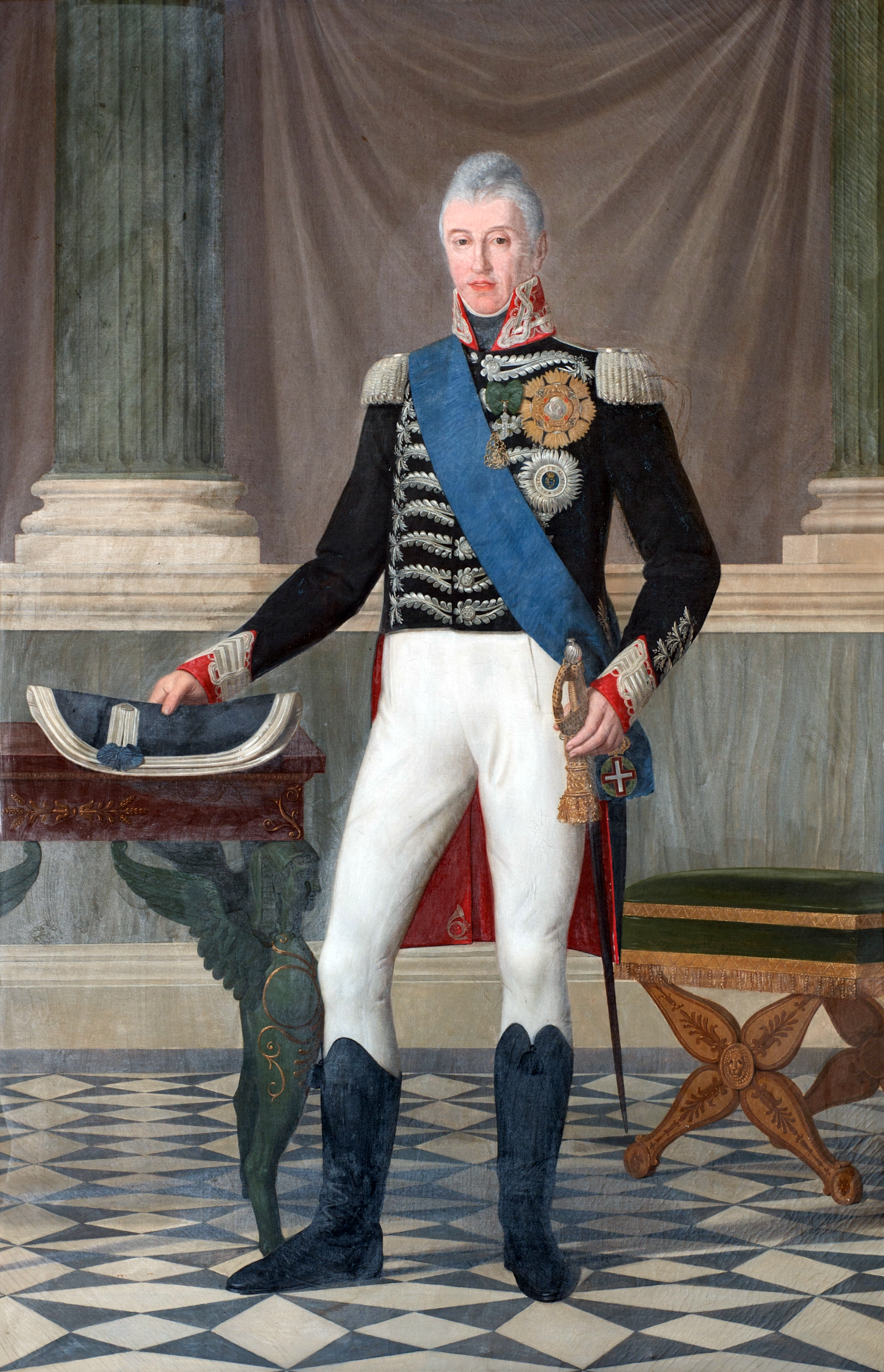
Портрет Карла Фелікса пензля Джакомо Бергера, 1816, замок Альє

З 1803 року велися переговори про шлюб Марії Крістіни з сардинським принцом Карлом Феліксом, молодшим братом короля Віктора Емануїла I. Оскільки монарх не мав нащадків чоловічої статі, передбачалося, що Карл Фелікс стане його спадкоємцем. Через те, що молоді люди доводилися одне одному двоюрідним братом і сестрою, їм довелося отримувати дозвіл на шлюб від Папи Римського.

### Шлюб
Весілля 28-річної Марії Крістіни та Карла Фелікса відбулося на 42-й день народження нареченого, 6 квітня 1807 року. Вінчання пройшло у Палермо. 21 вересня молодята залишили Сицилію, а 28 вересня — прибули до Кальярі на острові Сардинія, де Карл Фелікс обіймав посаду віце-короля. Шлюб виявився гармонійним, дітей у ньому не було. За виключенням періоду квітня-жовтня 1811 року, коли пара їздила відвідати родичів на континенті, вони мешкали у флігелі Архієпископського палацу в Кальярі, та, найчастіше взимку і навесні, на віллі Оррі, що належала маркізу Вільяермоса.
Після зречення Наполеона у 1814 році Віктор Емануїл I повернувся з Кальярі до П'ємонту. Карл Фелікс і Марія Крістіна виїхали до Неаполю 10 червня 1816 року. Невдовзі вони оселилися на віллі в Говоне, де проводили майже весь час, подалі від політики. Від 1819 року, за їхнім наказом, велася активна реставрація та модернізація будівлі.

### Правління
У березні 1821 року, через революційні заворушення, Віктор Емануїл зрікся престолу на користь Карла Фелікса. Марія Крістіна стала королевою-консортом.

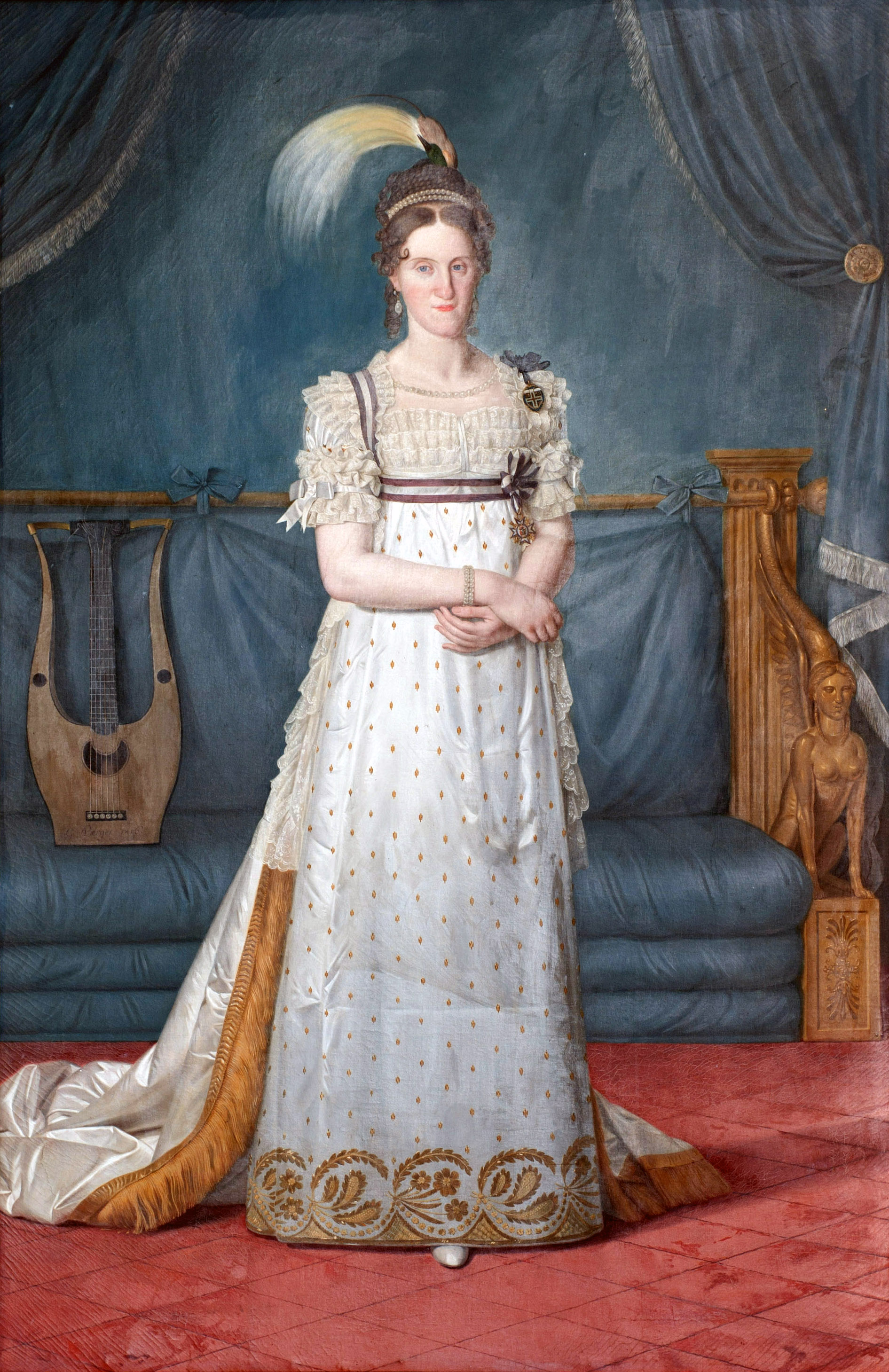
Портрет пензля Джакомо Бергера, 1816, замок Альє

Правління її чоловіка відзначалося консерватизмом, він щиро вірив у концепцію «влади від Бога». Спадкоємцем престолу був проголошений кузен короля — Карл Альберт, проте, хоча Карл Фелікс і приймав його на віллі в Говоне, дійсного взаєморозуміння між родичами так і не склалося. Марія Крістіна у політику не втручалася.
Влітку 1824 року правляче подружжя разом із герцогинею Шаблезе відвідало Шамбері, Ансі, Евіан та здійснило паломництво до зруйнованого Откомбського абатства, некрополю Савойської династії. 28 серпня того ж року Карл Фелікс придбав абатство у приватну власність, що стало початком відродження святині. Роботи щодо реставрації будівель були довірені архітектору Ернесто Мелано. У серпні 1825 року пара знову відвідала монастир і залишилася задоволеною ходом робіт. В пам'ять про королівське подружжя по обидві сторони від входу до абатства встановлені статуї Карла Фелікса (роботи Бенедетто Каччаторі) та Марії Крістіни (роботи Жана Альбертоні, 1857). Королева зображена захисницею бідних і покровителькою мистецтв.
У грудні 1824 року герцогиня Шаблезе пішла з життя, заповівши своє майно правлячому подружжю. Між іншим, королівська пара отримала палаццо Шаблезе в Турині, віллу Тусколана у Фраскаті та замок в Альє. Наступного року Марія Крістіна доручила археологу Луїджі Біонді вести розкопки стародавнього міста Тускулум. Згодом його роботу продовжив Луїджі Каніна. Знахідки були перенесені до замку в Альє. Палаццо Шаблезе, в свою чергу, стало основним місцем проживання подружжя. Літньою резиденцією залишилася вілла в Говоне.
Невдовзі після весілля небоги Марії Анни з австрійським ерцгерцогом Карл Фелікс захворів. 17 березня 1831 року він передав право підпису Марії Крістіні. 27 квітня його не стало.

### Останні роки

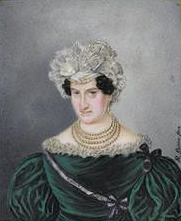
Портрет Марії Крістіни

Після періоду жалоби, королева тривалий час провела зі своєю родиною в Неаполі, після чого повернулася до Турину. Поперемінно мешкала в Альє, Фраскаті та Говоне.
Продовжувала турбуватися про реставрацію Откомбського абатства. Зупинялася там у 1832, 1833 та 1843 роках. В останній раз провела в абатстві два місяці.
Пішла з життя 11 березня 1849 року в Савоні. Як і чоловік, була похована в Откомбському абатстві.
Віллу в Говоне заповіла небожу Карла Фелікса, Фердинанду Савойському.

## Нагороди
- Орден королеви Марії Луїзи (Іспанія);
- Благородний орден Зоряного хреста (Австрійська імперія).

## Титули
- 17 січня 1779 — 6 квітня 1807 — Її Королівська Високість  Принцеса Марія Крістіна Неаполітанська та Сицилійська;
- 6 квітня 1807 — 1815 — Її Королівська Високість Марія Крістіна Савойська, Маркіза Сузи;
- 1815 — 4 червня 1821 — Її Королівська Високість Марія Крістіна Савойська, Герцогиня Генуї;
- 4 червня 1821 — 27 квітня 1831 — Її Величність Королева Сардинії;
- 27 квітня 1831 — 11 березня 1849 — Її Величність Королева Сардинії Марія Крістіна.

## Вшанування
- На честь королеви була названа найвища в сардинському Ессейонському бар'єрі цитадель форт Марії Крістіни в Оссуа. Укріплення були створені для захисту П'ємонту від йомовірного французького вторгнення.[14]